# Vela nos Jogos Olímpicos de Verão de 2020 - Laser Radial
A classe Laser Radial da vela nos Jogos Olímpicos de Verão de 2020 foi disputada entre 25 de julho e 1 de agosto de 2021 no Porto de Iates de Enoshima, em Fujisawa. Um total de 44 velejadoras, cada uma representando um Comitê Olímpico Nacional (CON), participaram do evento.
O título olímpico foi conquistado pela dinamarquesa Anne-Marie Rindom. A prata ficou com a sueca Josefin Olsson, enquanto a neerlandesa Marit Bouwmeester conquistou o bronze.

## Qualificação
O período de qualificação começou no Campeonato Mundial de 2018 em Aarhus, Dinamarca. Lá, 101 vagas, cerca de 40% do total, foram entregues aos CONs com as melhores posições em cada classe. Seis vagas estiveram disponíveis nas classes Laser e Laser Radial nos Jogos Asiáticos de 2018 e nos Jogos Pan-Americanos de 2019, enquanto 61 vagas foram distribuídas aos velejadores nos Campeonatos Mundiais de cada classe em 2019. Em 2020 e em 2021, as regatas de qualificação continentais foram realizadas para decidir o restante das vagas, enquanto duas vagas nas classes Laser e Laser Radial foram entregues pela Comissão Tripartite a CONs ainda não representados. Como país-sede, o Japão recebeu vagas em cada uma das 10 classes olímpicas.

## Formato
A prova é composta por dez regatas preliminares e uma de decisão das medalhas (Medal Race). A posição em cada regata se traduz em pontos (as primeiras colocadas somam um ponto na classificação, enquanto as décimas, por exemplo, somam 10 pontos), que são acumulados de regata a regata para obter a classificação. Apenas as dez menores pontuações ao fim das dez primeiras regatas avançam para a Medal Race, na qual os pontos obtidos juntam-se aos já acumulados. Cada barco deve excluir uma regata para sua pontuação total, com exceção da Medal Race que não pode ser excluída e sua pontuação conta em dobro.
As regatas desenrolam-se num percurso marcado com boias, que deve ser obrigatoriamente percorrido pelos velejadores conforme as regras do comitê organizador.

## Calendário
| Data →       | Domingo 25 jul | Segunda 26 jul | Terça 27 jul  | Quarta 28 jul | Quinta 29 jul | Sexta 30 jul   | Sábado 31 jul | Domingo 1 ago |
| ------------ | -------------- | -------------- | ------------- | ------------- | ------------- | -------------- | ------------- | ------------- |
| Laser Radial | Regatas 1 e 2  | Regatas 3 e 4  | Regatas 5 e 6 | Descanso      | Regatas 7 e 8 | Regatas 9 e 10 | Descanso      | Medal Race    |

## Medalhistas
| Ouro   | DEN Anne-Marie Rindom |
| Prata  | SWE Josefin Olsson    |
| Bronze | NED Marit Bouwmeester |

## Resultados
Estes foram os resultados obtidos da competição:
| Pos.              | Velejadoras             | CON                   | Regata | Regata | Regata | Regata | Regata | Regata | Regata | Regata | Regata | Regata | Regata | Pontos | Pontos |
| Pos.              | Velejadoras             | CON                   | 1      | 2      | 3      | 4      | 5      | 6      | 7      | 8      | 9      | 10     | MR     | Tot.   | Net    |
| ----------------- | ----------------------- | --------------------- | ------ | ------ | ------ | ------ | ------ | ------ | ------ | ------ | ------ | ------ | ------ | ------ | ------ |
| Medalha de ouro   | Anne-Marie Rindom       | DEN Dinamarca         | 6      | 5      | 3      | 13     | 4      | 4      | 2      | 1      | 26     | 45 DNF | 14     | 123    | 78     |
| Medalha de prata  | Josefin Olsson          | SWE Suécia            | 34     | 15     | 8      | 4      | 1      | 6      | 4      | 9      | 22     | 10     | 2      | 115    | 81     |
| Medalha de bronze | Marit Bouwmeester       | NED Países Baixos     | 21     | 14     | 7      | 2      | 3      | 9      | 45 BFD | 7      | 1      | 7      | 12     | 128    | 83     |
| 4                 | Emma Plasschaert        | BEL Bélgica           | 10     | 17     | 11     | 8      | 6      | 5      | 5      | 4      | 17     | 21     | 4      | 108    | 87     |
| 5                 | Tuula Tenkanen          | FIN Finlândia         | 9      | 6      | 14     | 33     | 5      | 3      | 6      | 3      | 32     | 9      | 8      | 128    | 95     |
| 6                 | Sarah Douglas           | CAN Canadá            | 18     | 4      | 4      | 26     | 8      | 24     | 13     | 5      | 4      | 2      | 18     | 126    | 100    |
| 7                 | Silvia Zennaro          | ITA Itália            | 13     | 20     | 2      | 6      | 17     | 11     | 3      | 10     | 9      | 13     | 22 OCS | 126    | 106    |
| 8                 | Line Flem Høst          | NOR Noruega           | 20     | 3      | 1      | 3      | 10     | 25     | 12     | 6      | 24     | 22     | 10     | 136    | 111    |
| 9                 | Vasileia Karachaliou    | GRE Grécia            | 2      | 19     | 6      | 1      | 21     | 21     | 9      | 26     | 19     | 8      | 6      | 138    | 112    |
| 10                | Alison Young            | GBR Grã-Bretanha      | 24     | 8      | 9      | 20     | 12     | 12     | 10     | 8      | 14     | 27     | 16     | 160    | 133    |
| 11                | Marie Bolou             | FRA França            | 28     | 27     | 5      | 15     | 7      | 2      | 16     | 14     | 7      | 33     |        | 154    | 121    |
| 12                | Elena Vorobeva          | CRO Croácia           | 11     | 2      | 13     | 41     | 16     | 15     | 7      | 21     | 18     | 23     |        | 167    | 126    |
| 13                | Mária Érdi              | HUN Hungria           | 19     | 18     | 16     | 16     | 2      | 17     | 14     | 11     | 15     | 25     |        | 153    | 128    |
| 14                | Mara Stransky           | AUS Austrália         | 12     | 26     | 19     | 10     | 19     | 16     | 45 BFD | 24     | 3      | 1      |        | 175    | 130    |
| 15                | Manami Doi              | JPN Japão             | 16     | 9      | 10     | 23     | 11     | 28     | 15     | 16     | 13     | 17     |        | 158    | 130    |
| 16                | Svenja Weger            | GER Alemanha          | 5      | 1      | 21     | 29     | 14     | 29     | 8      | 12     | 12     | 29     |        | 160    | 131    |
| 17                | Magdalena Kwaśna        | POL Polônia           | 7      | 28     | 18     | 11     | 15     | 18     | 18     | 13     | 25     | 31     |        | 184    | 153    |
| 18                | Annalise Murphy         | IRL Irlanda           | 35     | 12     | 24     | 37     | 9      | 10     | 1      | 2      | 30     | 40     |        | 200    | 160    |
| 19                | Maud Jayet              | SUI Suíça             | 22     | 7      | 22     | 34     | 13     | 1      | 21     | 25     | 28     | 24     |        | 197    | 163    |
| 20                | Ecem Güzel              | TUR Turquia           | 4      | 24     | 12     | 17     | 28     | 30     | 11     | 29     | 27     | 20     |        | 202    | 172    |
| 21                | Tatiana Drozdovskaya    | BLR Bielorrússia      | 25     | 22     | 20     | 25     | 20     | 8      | 17     | 19     | 23     | 19     |        | 198    | 173    |
| 22                | Dolores Moreira         | URU Uruguai           | 23     | 11     | 17     | 31     | 33     | 23     | 24     | 22     | 10     | 12     |        | 206    | 173    |
| 23                | Cristina Pujol          | ESP Espanha           | 1      | 23     | 23     | 28     | 24     | 26     | 30     | 33     | 20     | 4      |        | 212    | 179    |
| 24                | Zhang Dongshuang        | CHN China             | 31     | 33     | 30     | 7      | 27     | 20     | 45 BFD | 28     | 6      | 6      |        | 233    | 188    |
| 25                | Viktorija Andrulytė     | LTU Lituânia          | 38     | 10     | 29     | 24     | 26     | 19     | 23     | 27     | 33     | 3      |        | 232    | 194    |
| 26                | Nur Shazrin Mohd Latif  | MAS Malásia           | 3      | 25     | 33     | 14     | 30     | 34     | 28     | 30     | 16     | 15     |        | 228    | 194    |
| 27                | Ekaterina Zyuzina       | ROC                   | 15     | 31     | 35     | 12     | 31     | 22     | 45 BFD | 18     | 8      | 26     |        | 243    | 198    |
| 28                | Stephanie Devaux-Lovell | LCA Santa Lúcia       | 14     | 36     | 34     | 5      | 35     | 27     | 45 BFD | 38     | 11     | 16     |        | 261    | 216    |
| 29                | Isabella Maegli         | GUA Guatemala         | 26     | 29     | 32     | 9      | 34     | 40     | 31     | 34     | 5      | 18     |        | 258    | 218    |
| 30                | Shay Kakon              | ISR Israel            | 39     | 13     | 38     | 18     | 39     | 32     | 34     | 39     | 2      | 5      |        | 259    | 220    |
| 31                | Lucía Falasca           | ARG Argentina         | 37     | 38     | 27     | 21     | 18     | 14     | 20     | 15     | 40     | 30     |        | 260    | 220    |
| 32                | Elena Oetling           | MEX México            | 41     | 21     | 31     | 19     | 23     | 7      | 19     | 32     | 43     | 28     |        | 264    | 221    |
| 33                | Marilena Makri          | CYP Chipre            | 8      | 30     | 26     | 27     | 22     | 31     | 25     | 23     | 39     | 35     |        | 266    | 227    |
| 34                | Carolina João           | POR Portugal          | 32     | 34     | 28     | 30     | 36     | 13     | 26     | 31     | 21     | 14     |        | 265    | 229    |
| 35                | Nethra Kumanan          | IND Índia             | 33     | 16     | 15     | 40     | 32     | 38     | 22     | 20     | 37     | 38     |        | 291    | 251    |
| 36                | Paloma Schmidt          | PER Peru              | 17     | 37     | 39     | 38     | 29     | 35     | 32     | 35     | 31     | 11     |        | 304    | 265    |
| 37                | Paige Railey            | USA Estados Unidos    | 40     | 45 UFD | 25     | 36     | 25     | 45 UFD | 27     | 17     | 34     | 39     |        | 333    | 288    |
| 38                | Kamolwan Chanyim        | THA Tailândia         | 27     | 32     | 36     | 32     | 38     | 37     | 29     | 36     | 35     | 34     |        | 336    | 298    |
| 39                | Stephanie Norton        | HKG Hong Kong         | 29     | 35     | 37     | 22     | 37     | 33     | 33     | 37     | 41     | 42     |        | 346    | 304    |
| 40                | Deizy Nhaquile          | MOZ Moçambique        | 30     | 41     | 44     | 39     | 44     | 41     | 35     | 44     | 29     | 37     |        | 384    | 340    |
| 41                | Khouloud Mansy          | EGY Egito             | 36     | 39     | 43     | 42     | 43     | 36     | 45 BFD | 40     | 36     | 32     |        | 392    | 347    |
| 42                | Sophia Morgan           | FIJ Fiji              | 43     | 40     | 41     | 35     | 42     | 43     | 36     | 41     | 42     | 36     |        | 399    | 356    |
| 43                | Jalese Gordon           | ANT Antígua e Barbuda | 42     | 43     | 42     | 43     | 41     | 42     | 37     | 42     | 38     | 41     |        | 411    | 368    |
| 44                | Rose-Lee Numa           | PNG Papua-Nova Guiné  | 44     | 42     | 40     | 44     | 40     | 39     | 38     | 43     | 44     | 43     |        | 417    | 373    |

Legenda
| - DSQ = Desclassificação; - DNE = Desclassificação não descartável; - DNF = Não cruzou a linha de chegada; | - DNC = Não compareceu na área de largada; - DNS = Não largou; - STP = Penalidade padrão; | - UFD = Desclassificação por bandeira "U"; - BFD = Desclassificação por bandeira preta; - OCS = Queima de largada. |